# Fresque de l'Afrique
La Fresque de l'Afrique, parfois appelée Le peuple parle au peuple, est une œuvre située à Brazzaville, capitale de la République du Congo. Réalisée en 1970 sur commande de l'État congolais pendant la présidence de Marien Ngouabi, c'est un exemple typique de l'art socialiste, prolétarien et anticolonial en vogue à cette époque dans le pays.
Composée de centaines de carreaux de céramique peints à la main, elle représente l'histoire du peuple congolais, de la période précoloniale à l'avènement du socialisme scientifique dans les années 1960.
Elle est réalisée par quatre artistes congolais, Michel Hengo, Émile Mokoko, André Ombala et Jean Itoua, supervisés par l'artiste italien Dégo. La fresque est originellement signée « Le peuple parle au peuple », avant que ses créateurs ne soient autorisés à apposer leurs signatures dans les années 1980.

## Contexte et création

### Contexte politique
Après l'indépendance du Congo en 1960, une révolution populaire, appelée les « Trois Glorieuses », permet l'arrivée au pouvoir d'un gouvernement socialiste sous la présidence d'Alphonse Massamba-Débat. Ce dernier proclame alors le socialisme scientifique comme étant la nouvelle doctrine officielle de l’État congolais. En 1968, il est renversé par un coup d'État, et le militaire Marien Ngouabi devient le nouveau président du pays. L'année suivante, ce dernier fonde la République populaire du Congo, première république populaire d'Afrique, ainsi que le Parti congolais du travail (PCT), parti unique d'obédiance communiste.
Ces soubresauts politiques conduisent à l'avènement d'une nouvelle forme d'art dans le pays, l'« art socialiste congolais », dont le but est de glorifier l'idéologie révolutionnaire socialiste et le parti unique. Le PCT nouvellement créé souhaite alors organiser sa propagande politique, qui passe notamment par l'art, et commande timbres-poste et affiches, mais aussi des œuvres plus monumentales, comme des statues et des fresques. Souvent situées dans les grands centres urbains que sont Brazzaville et Pointe-Noire, ces dernières ont pour objectif d'être compréhensibles de tous, l'image devant se suffire à elle-même sans avoir besoin de lire de texte.

### Réalisation de la fresque
C'est dans ce contexte que l'État congolais, à travers sa Direction générale des affaires culturelles, passe commande en 1970 d'une fresque afin de représenter l'histoire du peuple congolais, de la période précoloniale à l'avènement du socialisme scientifique. Il s'agit alors de la première commande politique d'envergure réalisée par le gouvernement dans le domaine culturel.
Quatre artistes congolais sont ainsi recrutés pour ce projet : Michel Hengo, Émile Mokoko, André Ombala et Jean Itoua. Ils sont encadrés par un artiste italien, surnommé Dégo.
Constituée de centaines de carreaux de céramique peints à la main, la Fresque de l'Afrique est réalisée sur une arche, située à l'entrée d'un marché couvert du centre-ville de Brazzaville. L'objectif est ainsi d'inscrire l’œuvre dans le quotidien de la population congolaise, qui peut l'admirer régulièrement en allant se ravitailler au marché.
Les quatre artistes ont dans un premier temps interdiction de signer leur fresque, étant forcés de s'effacer devant l'œuvre révolutionnaire. Ils écrivent donc en guise de signature « Le peuple parle au peuple », une phrase qui sera ensuite reprise pour désigner la fresque.

## Description
Le décor de la Fresque de l'Afrique représente l'histoire du peuple congolais, qui se lit de bas en haut : 

### Bas de la fresque
En bas de la fresque est représentée une vision idéalisée de la vie des Congolais avant l'arrivée des colonisateurs blancs, marquée par l'abondance et les valeurs traditionnelles. Des hommes sont représentés dans différentes activités de production alimentaire (agricultures, pêche, chasse) mais aussi dans des activités guerrières. Ils sont gouvernés par un chef de village bienveillant.

### Milieu de la fresque

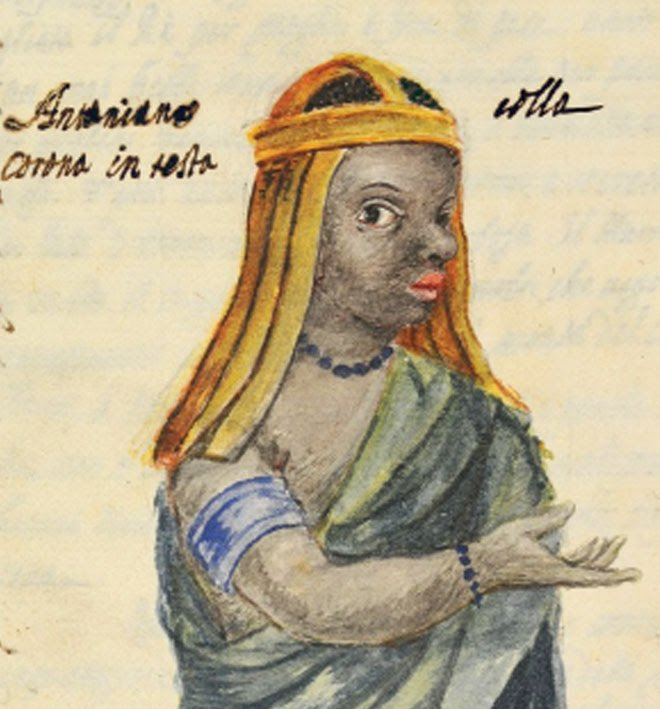
Kimpa Vita, figure féminine représentée sur la fresque.

Sur les deux colonnes de l'arche sont représentés les méfaits de la colonisation occidentale. Les colons, reconnaissables à leurs casques coloniaux et leurs vêtements beiges, sont dépeints comme violents et méprisants envers les Africains. Leur goût pour l'utilisation du tipoye, ou chaise à porteurs, est notamment souligné. Au pied de la fresque, une plaque commémorative rappelle le nombre de 55 millions d'Africains réduits en esclavage et déportés par les Occidentaux.
Le christianisme est également critiqué à travers la représentation de prêtres et religieuses prêchant devant des monceaux de cadavres, dénonçant ainsi les affres de l'évangélisation forcée des Africains. La figure de Chimpa Vita, souvent surnommée la « Jeanne d'Arc noire », brûlée vive en 1706 pour avoir tenté d'africaniser le christianisme, est notamment représentée le poing levé et un foulard noué autour de la tête (signe de pauvreté dans l'iconographie socialiste), avec le mot lingala « etumba » (signifiant « lutte ») près de son visage.
Deux épisodes historiques sont également représentés et critiqués : 
- le traité conclu en 1880 entre l'explorateur français Savorgnan de Brazza et le roi Makoko, ayant permis le début de la présence française au Congo, présenté comme une escroquerie ;
- la conférence de Berlin de 1884-1885, à l'origine du partage de l'Afrique entre les puissances occidentales, représentée par un poignard tenu par des mains griffues, coupant dans une Afrique sanguinolente.

### Haut de la fresque
Sur le sommet de l'arche, la fresque représente l'avènement du socialisme scientifique, présenté comme une nouvelle ère vertueuse de l'histoire congolaise, caractérisée par le progrès technique et l'industrialisation (usines, paquebot géant, etc.). Un personnage est notamment représenté en train d'écrire « socialisme scientifique » sur une banderole à l'aide d'un pinceau, mettant à l'honneur le rôle des artistes dans le processus révolutionnaire.
Le rôle des femmes congolaises est particulièrement mis en avant : elles sont représentées comme les égales des hommes, en meneuses des mouvements révolutionnaires. Une femme membre du parti, musclée et portant son enfant sur son dos, est notamment présentée comme un modèle d'émancipation pour les femmes congolaises. Guidant des Congolais révoltés, sa figure est inspirée de la Liberté guidant le peuple de Delacroix, mais africanisée : sa peau est noire, sa poitrine est dissimulée, et le bonnet phrygien est remplacé par des tresses.
Des personnages réels sont également représentés sur la fresque :  
- La figure du président Marien Ngouabi y est glorifiée, des mains étant tendues vers son portrait en signe de dévotion ;
- Le portrait de Patrice Lumumba, principale figure de l'indépendance du Congo belge et mort assassiné 9 ans auparavant, est également représenté en signe de soutien aux mouvements révolutionnaires des pays voisins.

## Changements ultérieurs

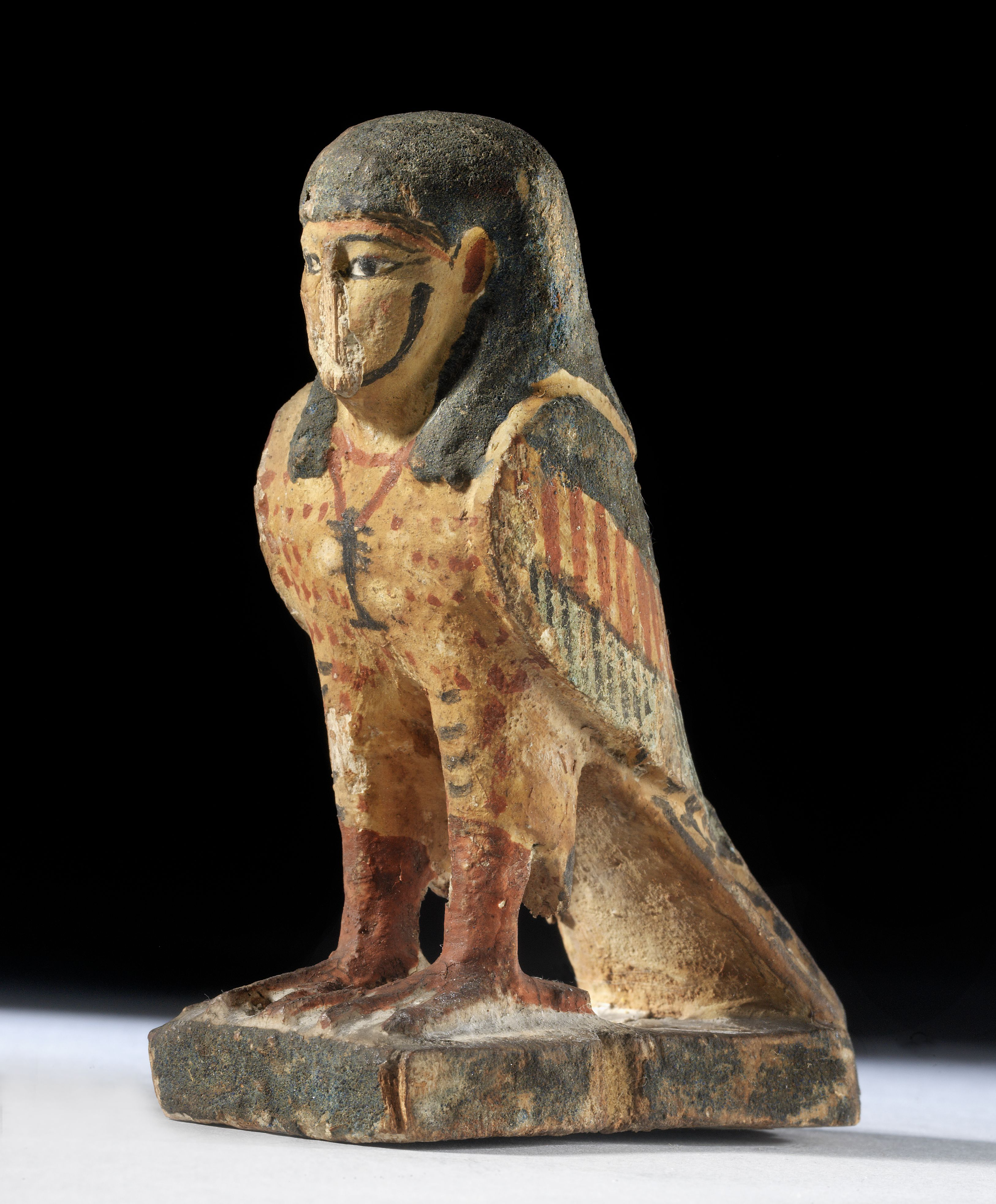
Une sculpture d'oiseau à tête humaine, similaire à celle-ci, se trouve désormais devant l'arche.

Empêchés de signer leur œuvre lors de sa création, les quatre artistes Michel Hengo, Émile Mokoko, André Ombala et Jean Itoua, finissent par obtenir l'autorisation d'apposer leurs signatures dans les années 1980, lors du renouvellement de certains carreaux de céramique.
En 1980, alors que le pays vit un boom pétrolier, le marché couvert est détruit et remplacé par un immeuble de onze étage abritant les Assurances et Réassurance du Congo (ARC). Une barrière est alors installée, obstruant le passage sous l'arche, et la fresque perd son rôle populaire.
En 2006, une sculpture d'oiseau anthropomorphe, cadeau du gouvernement égyptien, est placée devant l'arche. Des pouvoirs occultes étant attribués à cette sculpture, certains Congolais préfèrent désormais la contourner.